# 격리

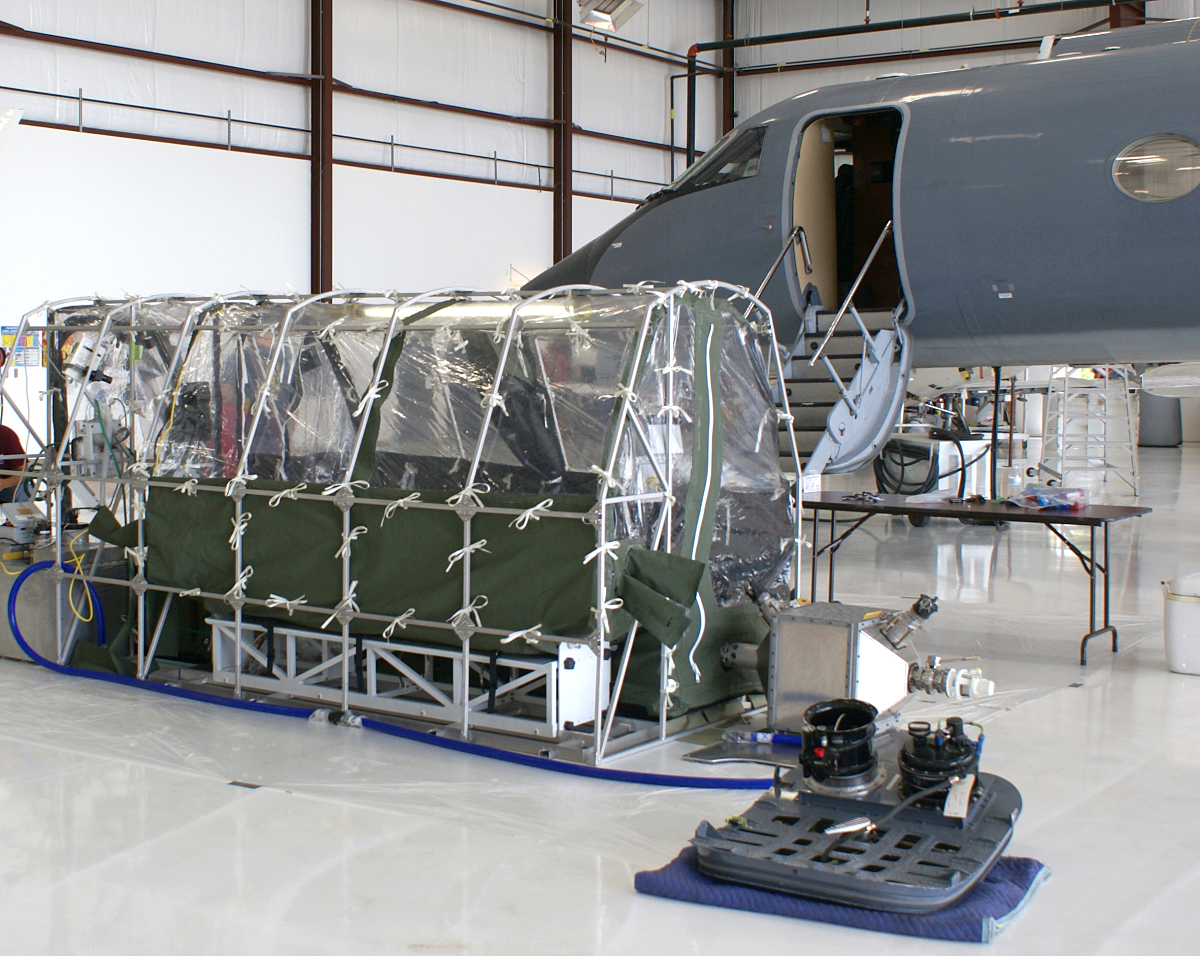
전염성이 매우 높은 병을 앓는 환자는 이런 식으로 격리하여 운반한다.

격리(隔離, 영어: isolation)는 감염관리를 위해 실시되는 여러 수단 중 하나로서, 전염병 환자 혹은 전염병 확진 대상자가 다른 환자, 의료진, 방문객을 비롯한 모든 종류의 외부인과 접촉하지 못하도록 차단(물론 그 역도 마찬가지)하여 병의 전파를 막는 것이다. 다양한 형태의 격리가 존재하는데, 접촉 절차에 따라서, 외부인을 격리할지 내부인을 격리할지 결정할 수 있다. 미국 질병관리본부(CDC)에 의해 고안되고 지속적으로 관리하는 시스템에서, 다양한 수준의 환자 격리는 "감염 예방"이라는 공식적인 기술로 인정받고 있다.
격리는 환자가 사람에서 사람으로의 전염성이 있는 바이러스성 질환이나 세균성 질환이 있는 것으로 알려진 경우 일반적으로 우선 실시되는 예방법이다. 격리를 위해서는 다양한 특수 장비를 사용하여 환자를 관리할 수 있다. 여기에는 일반적으로 개인 보호 장비(가운, 마스크 및 장갑) 및 기술적, 기구적 제어 장비(양압실, 음압실, 층류 기류 장비 및 다양한 기계장비, 장벽 등의 구조물) 항목이 포함된다. 전담 격리 병동은 병원에 사전 구축되거나 전염병 비상 사태시 시설에 임시 격리 시설이 지정될 수 있다.

## 전염병의 감염원과 격리의 중요성

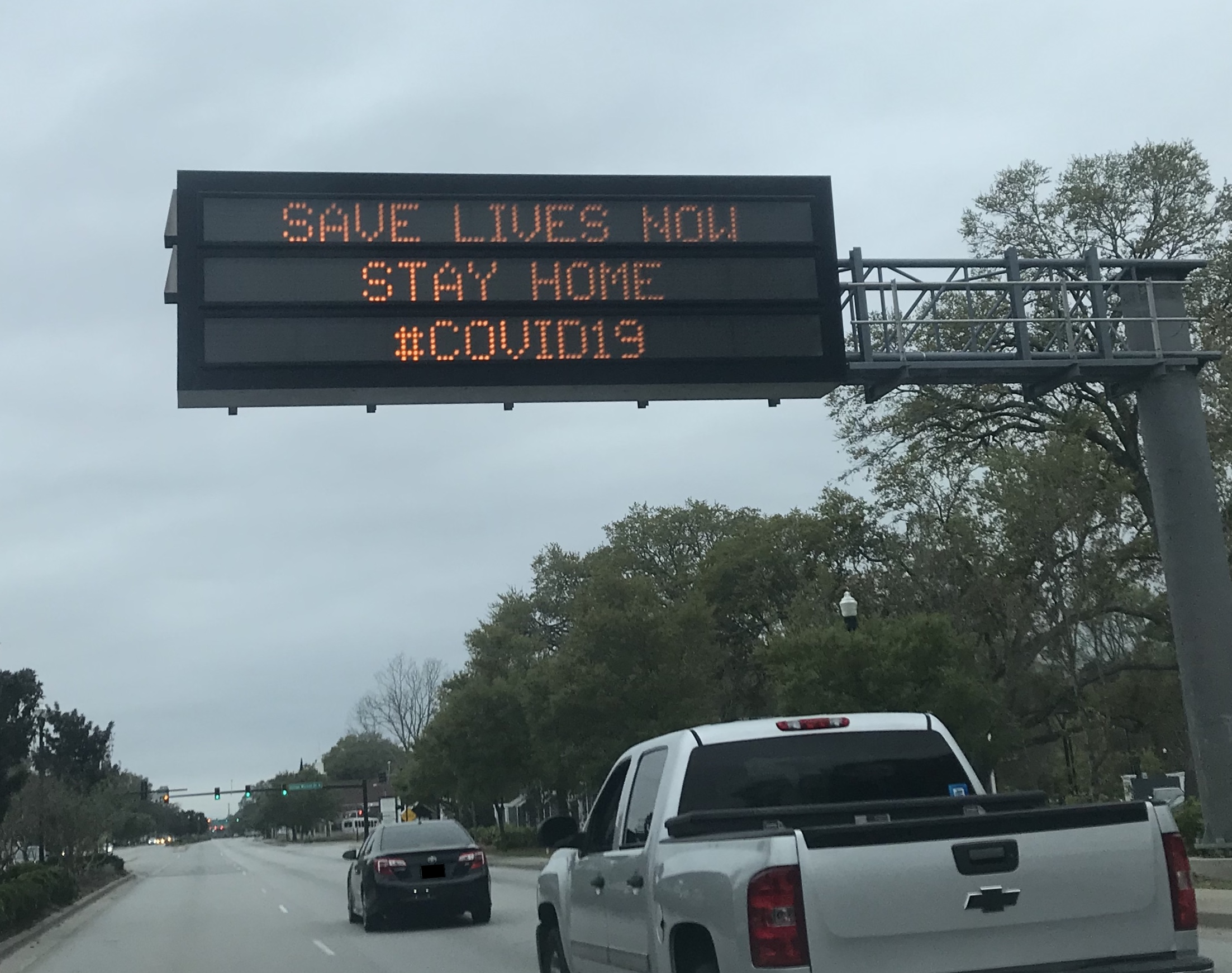
2020년 코로나 대유행 때 '집에서 격리'하면 생명을 구할 수 있다는 자가 격리 격려 메시지

전염병은 다양한 형태를 통해 다른 사람에게 퍼질 수 있다. 다음의 4가지 유형으로 전염병이 발생할 수 있다.
1. 직접적인 물리적 접촉, 포말을 통한 간접 접촉 또는 공기 중 짧은 거리로 퍼지는 비말 접촉
2. 오염된 차량 등 사물에 의한 접촉
3. 공기를 통한 감염성 입자의 확산을 포함한 공기 전달
4. 곤충 또는 동물을 통해 확산되는 전달

전염병 종류에 따라 집, 학교, 직장 의료시설 및 기타 지역 사회에서 발생할 수 있다. 백신을 최신 상태로 유지하고, 위생을 유지하는 등 질병으로부터 자신을 보호하기 위해서 필요한 모든 예방 조치를 하더라도, 여전히 병에 걸릴 수 있다. 어떤 사람들은 질병으로부터 자신을 보호하지 못할 수 있고, 질병에 걸리면 심각한 합병증에 걸릴 수 있기 때문에, 질병 격리는 다른 사람들을 질병으로부터 보호하기 위해서 사용되는 중요한 감염 예방 및 통제 방법이다. 격리는 병원에서 발생할 수 있는 감염을 방지할 수 있고, 항생제에 내성이 있는 감염의 위협을 줄이면서 전 세계적으로 새롭게 등장하는 전염병 위협에 대응할 수 있는 방법이다.

## 같이 보기
- 코호트 격리(cohort isolation)
- 음실압(NRP)
  - 음압 격리 병실(Negative Pressure Isolation Room, NPIR)
- 질병관리본부(KCDC)
- 미국 질병통제예방센터(CDC)
- 중동호흡기증후군(MERS)
- 중증급성호흡기증후군(SARS)
- 에볼라 출혈열(EVD)
- 원내감염(HAI)
- 코로나바이러스감염증-19(COVID-19)